# Kleine Australische Langflügelfledermaus

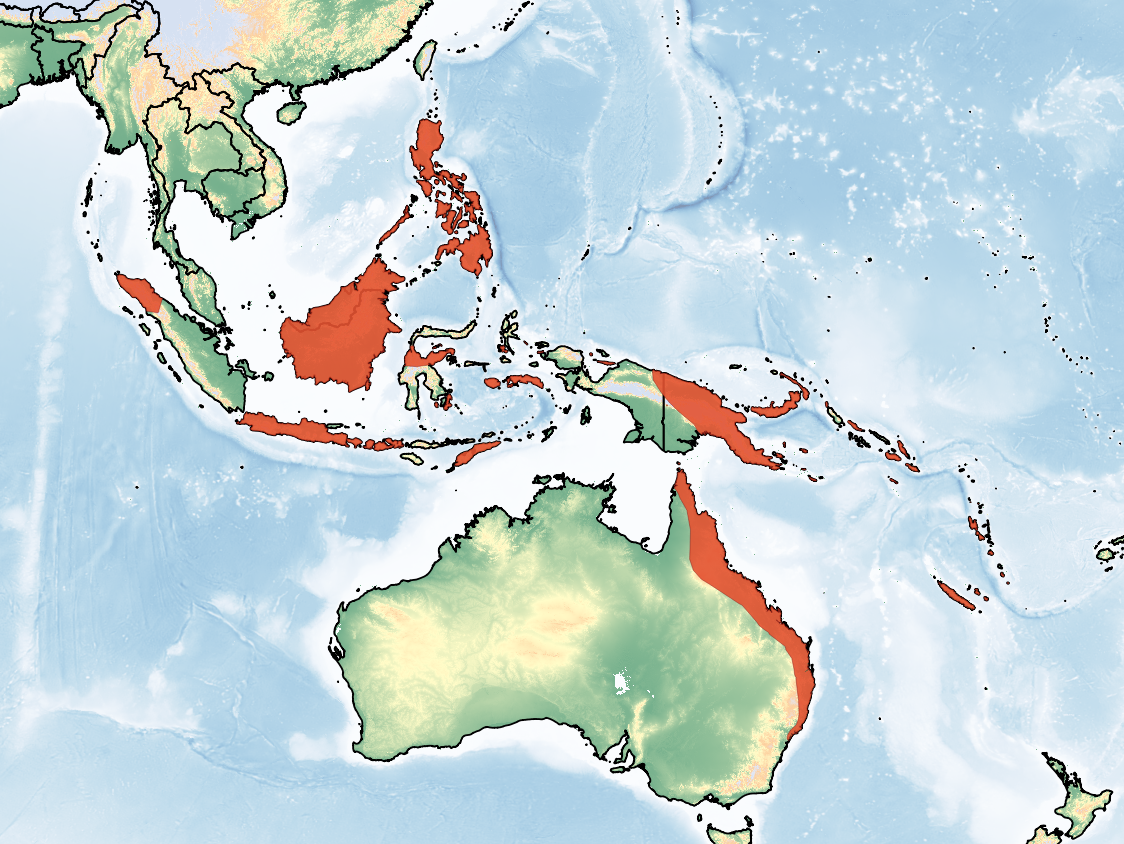
Verbreitungsgebiet der Kleinen Australischen Langflügelfledermaus

Die Kleine Australische Langflügelfledermaus (Miniopterus australis) ist ein in Südostasien und in der Region Australis verbreitetes Fledertier in der Gattung der Langflügelfledermäuse. Einige Populationen die zwischenzeitig als Unterarten oder Synonyme dieser Fledermaus galten, erhielten Artstatus. Das Typusexemplar stammt von den zu Neukaledonien zählenden Loyalitätsinseln.

## Merkmale
Die Art zählt mit einer Kopf-Rumpf-Länge von 36 bis 48 mm, einer Schwanzlänge von 38 bis 50 mm und einem Gewicht von 5 bis 6,5 g zu den kleinsten Gattungsvertretern. Sie hat 35 bis 41 mm lange Unterarme, Hinterfüße von 6,5 bis 9 mm Länge und 8,5 bis 12 mm lange Ohren. Die Oberseite ist mit mittelbraunem bis dunkelbraunem Fell bedeckt und unterseits ist das braune Fell heller. Bei Weibchen, die sich zur Fortpflanzungszeit in großen Kolonien aufhalten, kann durch die Einwirkung von Ammoniak unterseits ein großer roter Fleck entstehen. Der Tragus an den kurzen Ohren ist an der Basis gerade mit parallelen Seiten und an der Spitze gebogen. An der Schnauze, an den Ohren und an den Füßen kommt sichtbare Haut vor, die wie die Flughäute dunkelbraun ist. Östlich von Afrika sind nur die Philippinen-Langflügelfledermaus (Miniopterus paululus) und die Shortrige-Langflügelfledermaus (Miniopterus shortridgei) kleiner. Der diploide Chromosomensatz enthält 46 Chromosomen (2n=46).

## Verbreitung
Diese Fledermaus hat mehrere disjunkte Populationen vom westlichen Sumatra und den Philippinen über die Großen und Kleinen Sundainseln, die Molukken, Neuguinea und das östliche Australien bis Neukaledonien und Vanuatu. Sie lebt im Flachland und in Gebirgen bis gewöhnlich 1500 Meter Höhe. In Ausnahmefällen werden 2800 Meter Höhe erreicht. Die Kleine Australische Langflügelfledermaus hält sich in tropischen Regenwäldern, in Küstenwäldern, in Wäldern mit Hartlaubgewächsen, in Sümpfen mit Myrtenheiden und in Sanddünen mit Büschen auf.

## Lebensweise

### Aktivität und Ernährung
Die nachtaktiven Individuen ruhen am Tage vorwiegend in Höhlen sowie in Tunneln, Straßendurchlässen und selten in Gebäuden. Die Jagd findet über den Baumkronen, manchmal über angrenzendem Ackerland und gelegentlich entlang von Wasserläufen im Unterholz der Wälder statt. Manche Regionen, wie das südöstliche Australien, werden laut IUCN nur in der warmen Jahreszeit zur Fortpflanzung besucht. Mit Radiosendern ausgestattete Weibchen flogen jedoch nicht weiter als 60 km. Im östlichen Teil des Verbreitungsgebietes beginnen die Exemplare ihren Flug 20 Minuten vor Sonnenuntergang innerhalb der Höhlen. Etwa 120 bis 150 Individuen verlassen das Versteck pro Minute. Die ersten Rückkehrer erscheinen gegen 2 Uhr morgens. Wenn die Kleine Australische Langflügelfledermaus in New South Wales im Herbst nicht fortzieht, kann sie im Winter kurze Starrephasen (Torpor) einnehmen. Die in der gleichen Region lebende etwas größere Australische Langflügelfledermaus (Miniopterus orianae) hält dagegen Winterschlaf. Die Rufe zur Echoortung erreichen ihre stärkste Intensität bei 52 bis 60 kHz. Zur Beute zählen Fliegen, Nachtfalter, Wespen und fliegende Ameisen.

### Sozialverhalten

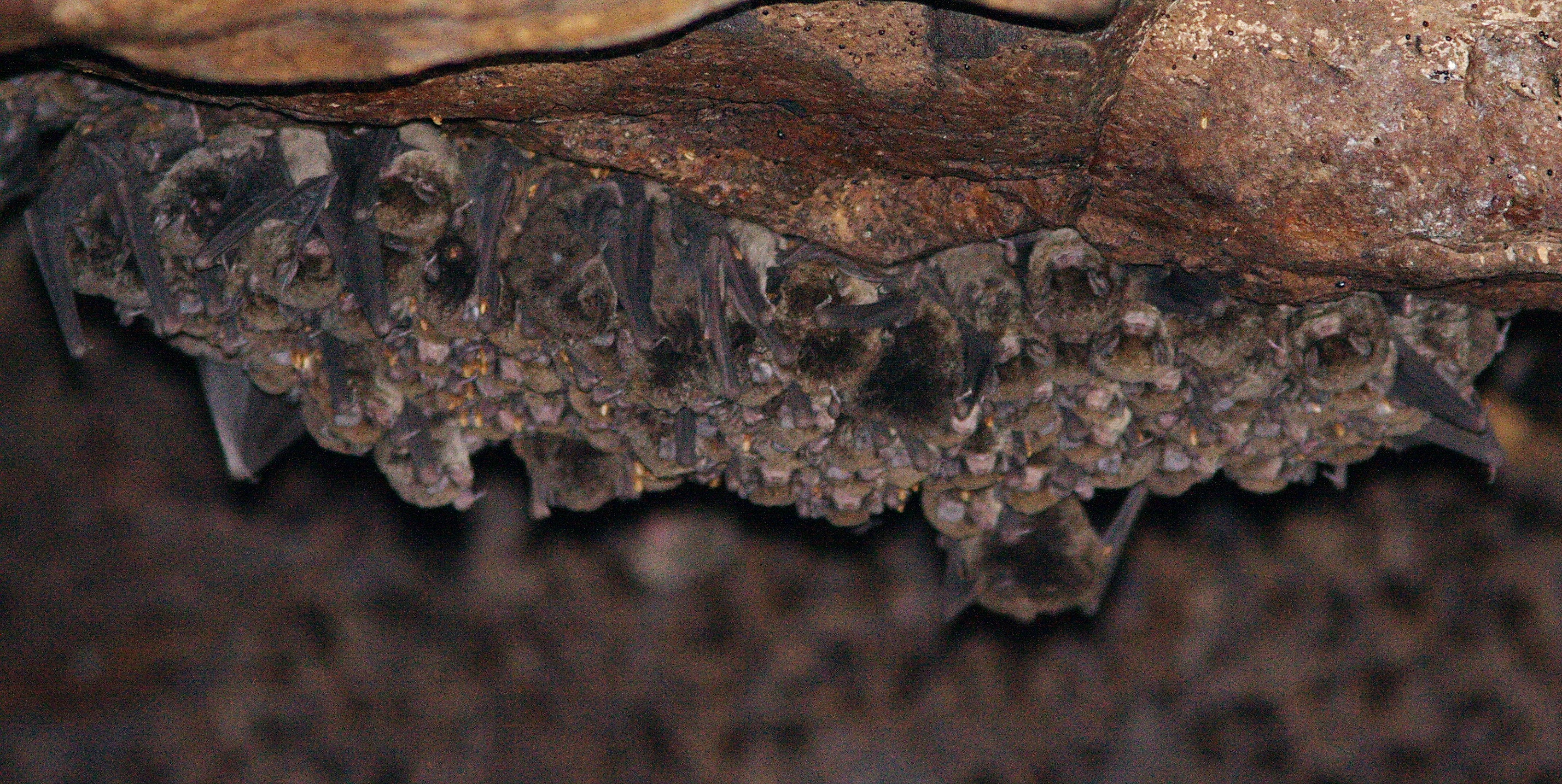
Kolonie in Queensland

Weibchen bilden vor der Geburt der Nachkommen eigene Kolonien mit wenigen tausend bis 10.000 Mitgliedern. Gelegentlich treten auf Borneo oder in Queensland sehr große Kolonien mit 100.000 Individuen auf. Zu anderen Jahreszeiten kommen kleine Gruppen mit einem Männchen und bis zu zehn Weibchen vor, die verschiedene Nischen einer Höhle nutzen. Die Zusammensetzung dieser Gruppen kann sich von Jahr zu Jahr ändern. Oft teilt die Art ihre Höhle mit anderen Langflügelfledermäusen oder mit Hufeisennasen und Altwelt-Rundblattnasen.

### Fortpflanzung
Die Paarung findet innerhalb aller Populationen etwa synchron statt und pro Trächtigkeit wird ein Jungtier geboren. Soweit bekannt, gibt es nur kürzere Pausen in der Entwicklung des Embryos. So ist die Dauer der Trächtigkeit maximal fünf Monate. Im Süden von New South Wales profitieren die Jungtiere von der abgegebenen Körperwärme größerer Fledermäuse in derselben Höhle. Sie sind bei Geburt nackt und blind. Die Nachkommen sind nach etwa sieben Wochen flugfähig. In Australien erfolgt die erste Paarung nach dem ersten Winter. Auf Borneo können sich diese Fledermäuse später im selben Jahr fortpflanzen.

## Gefährdung
Regional können sich Störungen am Versteck durch Abbau von Kalkstein oder Erzen sowie durch Guanosammler negativ auswirken. Die Kleine Australische Langflügelfledermaus ist recht tolerant gegenüber kurzzeitigen Besuchern. In einigen Gebieten führen Waldrodungen zur Abnahme des Verbreitungsgebiets. Über die gesamte Region schein die Population groß zu sein. Die IUCN listet die Art als nicht gefährdet (least concern).